# Сарајевско-романијска регија
Сарајевско-романијска регија је регија у Републици Српској. Обухвата општине: Источна Илиџа, Источно Ново Сарајево, Трново, Соколац, Пале, Источни Стари Град, Хан Пијесак и Рогатица.